# Vaughanella margaritata
Vaughanella margaritata is een rifkoralensoort uit de familie van de Caryophylliidae. De wetenschappelijke naam van de soort is voor het eerst geldig gepubliceerd in 1895 door Jourdan.